# Cristina d'Osma
|  | Per a altres significats, vegeu «Santa Cristina». |

Cristina d'Osma és un cos sant venerat a la parròquia de Santa Cristina d'El Burgo de Osma.
Des d'antic, i per la coincidència del nom, s'ha atribuït la relíquia a Santa Cristina de Bolsena, patrona de la ciutat. Tot i que la devoció a la santa de Bolsena és antiga a la ciutat, la relíquia va arribar al Burgo, des de Roma, en 1789. La cèdula que acompanyava les relíquies, datada a Roma en 1788, certifica que era el cos d'una jove màrtir trobat a les catacumbes de Calixt. Malgrat això, des que va arribar, es prengué erròniament com la relíquia de la santa toscana, tot i que a la ciutat era coneguda com a Santa Cristina d'Osma.
Aquesta assimilació porta al fet que no tingui una llegenda ni festivitat diferent, sinó la mateixa de la santa de Bolsena, el 24 de juliol.